# Alfons Hochhauser
Alfons Franz Emanuel Hochhauser (* 15. Mai 1906 in Judenburg, Österreich; † 15. Januar 1981 in Veneto, Gemeinde Keramidi heute Rigas Fereos, Griechenland) war ein österreichischer Aussteiger.

## Leben
Der Lebenslauf Hochhausers war geprägt durch sein Streben nach Freiheit und Unabhängigkeit.
Sein Vater, ein wohlhabender Holzhändler aus Frohnleiten, kam spät aus dem Ersten Weltkrieg nach Hause und fand keinen rechten Zugang mehr zu dem renitenten Jungen. Mit 14 Jahren riss Alfons zum ersten Mal von zu Hause aus. Er brach die Schule ab, arbeitete in einem Bergwerk bei Salzburg und als Holzknecht in der Köhlerei seines Vaters.
Als 17-Jähriger brach er zu einer Trampreise auf. Sie führte ihn über Italien, Südfrankreich, Spanien, quer durch Nordafrika und schließlich nach Palästina. In Jerusalem arbeitete er einige Monate als Zisternenputzer, dann zog er weiter durch die Türkei nach Konstantinopel und war nach zwei Jahren wieder zu Hause in der Steiermark.
Nach wenigen Wochen war er wieder unterwegs, diesmal nach Griechenland. Seine Eltern hatten ihm eine handliche Filmkamera gekauft in der Hoffnung, dass er mit Hilfe dieser zukunftsträchtigen Technik doch noch zu einer bürgerlichen Existenz finden möge. Allerdings musste das teure Gerät bei der Einfuhr mit einer beträchtlichen Summe verzollt werden, die Alfons zunächst nicht aufbringen konnte. Zusammen mit drei Freunden, unter ihnen der spätere Schriftsteller Ernst Kreuder, versuchte er 1926/1927 in Thessaloniki unter dem Namen „Zeitfilm“ ein Unternehmen für Werbefilme zu gründen. Vorschüsse wurden eingetrieben, um die Kamera vom Zoll auszulösen. Als dies schließlich gelungen war, musste das Gerät wieder versetzt werden, weil Vorschüsse zurückgefordert wurden, kein Geld für Filmmaterial vorhanden war und dem Quartett das Nötigste zum Überleben fehlte. Nach dem Scheitern des „Zeitfilm“-Unternehmens lebte Hochhauser ab 1927 als Hirte, Fischer und Schankwirt im Pilion, einem Küstengebirge in Thessalien. Dort besuchte ihn Werner Helwig zwischen 1935 und 1938 dreimal.
1938 wurde Hochhauser wegen Spionageverdacht aus Griechenland ausgewiesen. Nach mehreren letztlich vergeblichen Einsprüchen verließ er Griechenland im Juni 1939. Er arbeitete dann bei einem Obstverarbeitungsbetrieb in Leibnitz in der Steiermark. Im November 1939 wurde er in Graz zur Wehrmacht eingezogen. Nach der Grundausbildung wurde er freigestellt. Er fuhr nach Norddeutschland und heuerte 1940 als Heizer auf einem Frachter nach Leningrad an. 1941 arbeitete er zunächst als Versicherungsvertreter, ab 1. April 1941 war er wieder in dem Obstverarbeitungsbetrieb in Leibnitz tätig. Ab Dezember desselben Jahres wurde er zunächst nach Graz zu einem Dolmetscherzug einberufen und im März 1942 zu einer Dolmetschereinheit in Berlin versetzt. Der Tauchpionier Hans Hass plante zur selben Zeit eine Expedition in die Ägäis. Er hatte durch Helwigs Roman Raubfischer von Hellas von Hochhauser gehört, lernte ihn in Berlin kennen und erreichte, dass er zu dieser Expedition von Juli bis November 1942 freigestellt wurde.
Nach der Ägäis-Expedition mit Hans Hass 1942 war Hochhauser zunächst wieder bei seiner Einheit in Berlin und wurde dann ab April 1943 in Griechenland als Dolmetscher bei der Geheimen-Feldpolizei-Gruppe 640, ab Dezember 1943 bei der Geheimen-Feldpolizei-Gruppe 510, eingesetzt. Er machte später immer wieder geltend, dass er mit den ihm zur Verfügung stehenden Mitteln versucht habe, den beschuldigten Griechen zu helfen, bzw. sie vor drakonischen Strafen zu bewahren. Dies bestätigten auch griechische Zeitzeugen. Ab Januar 1944 war Hochhauser, der jetzt in Athen stationiert war, immer wieder mit Aufklärungsaufträgen per Schiff in der Ägäis unterwegs. Dabei hatte er selbst ein kleines ziviles Frachtschiff samt griechischer Besatzung zu führen. Zur Tarnung und um das Unternehmen zu finanzieren, wurde mit Weizen, Bohnen, Öl und Tabak ein schwunghafter und einträglicher Handel getrieben. Insofern ist der Verdacht, der im Pilion immer wieder zu hören ist, Hochhauser habe als Spion für die Nazis gearbeitet, durchaus belegt und wurde von ihm auch nicht bestritten. Ob er vor oder während der Besatzung topografische Informationen über den Pilion an die Wehrmacht weitergegeben hat, wie verschiedentlich behauptet wurde, ist zwar unwahrscheinlich, kann aber auch nicht gänzlich ausgeschlossen werden.
Nach dem Krieg verbüßte Hochhauser zunächst eine einjährige Haft in einem Straflager der Briten in Kärnten. Danach betrieb er drei Jahre lang eine Köhlerei in den steirischen Bergen. Ab 1950 war er wieder Mitarbeiter von Hans Hass und an dessen Expeditionen bis 1956 beteiligt. In Hass’ Buch Menschen und Haie lockern die vielen Anekdoten um „Xenophon“ den Expeditionsbericht auf, und in den drei klassischen Hass-Filmen Menschen unter Haien (1947), Abenteuer im Roten Meer (1951) und Unternehmen Xarifa (1954) ist Hochhauser alias Xenophon sowohl in dokumentarischen als auch in kleinen Spielszenen zu sehen. Er war bei den Expeditionen der Mann für alles Handwerkliche. Darüber hinaus wusste Hass aber auch sein Organisationstalent und seine Fähigkeiten als kluger und vertrauenswürdiger Kaufmann zu schätzen. Selbst getaucht ist Hochhauser nie.
1957 kehrte Alfons Hochhauser nach Griechenland zurück. Auf der Insel Trikeri, an der Südspitze der Pilion-Halbinsel, pachtete er ein verlassenes Kloster und baute es zu einer einfachen Herberge mit 20 Zimmern um. Er heiratete Chariklia, eine Freundin, die er schon 30 Jahre zuvor im Pilion kennengelernt hatte. Der alternative Betrieb lief recht erfolgreich. Allerdings trieb die Kirche den Pachtzins für das Kloster immer mehr in die Höhe, so dass Hochhauser 1969 schließlich aufgab. Am Kap Koulouri bei Veneto an der Ostküste des Pilion wagte er einen Neuanfang. Unter schwierigen Bedingungen – Koulouri war damals von Veneto aus nur mit Mulis zu erreichen und mit dem Motorboot vier Stunden von der nächsten Siedlung mit Einkaufsmöglichkeit entfernt – beherbergte er seine Sommergäste in einfachen Laubhütten bis 1980.
Alfons Hochhauser starb selbstbestimmt. Am 15. Januar 1981 brach er von Koulouri aus zu einer beschwerlichen Wanderung hoch ins Gebirge auf. Auf einem einsamen Bergrücken erfror er. Er hinterließ zwei uneheliche Kinder: einen Sohn und eine Tochter.
Vielleicht auch durch seine selbst gewählte Einsamkeit bedingt war Hochhauser zeitlebens ein eifriger Briefeschreiber. In Teilen ist seine umfangreiche Korrespondenz erhalten, unter anderem mit Ernst Kreuder, Werner Helwig und Hans Hass. Die Briefe an Ernst Kreuder befinden sich im Deutschen Literaturarchiv Marbach. Der Briefwechsel mit Hans Hass ist im Hans-Hass-Institut archiviert. Auszüge der Korrespondenz mit Werner Helwig sind im Internet veröffentlicht. Umfangreiche Sammlungen von Briefen, Texten, Fotos und Filmen zu Alfons Hochhauser, ein großer Teil davon digitalisiert, wurden 2023 dem  Steiermärkischen Landesarchiv  in Graz übergeben.

## Wirkung
Hochhauser war das Vorbild für die Clemens-Gestalt in den Griechenland-Romanen von Werner Helwig. Hochhausers Erzählungen und vor allem dessen Manuskript Fischer in Griechenland von 1932, das er Helwig überließ, bildeten die Grundlage für den Roman Raubfischer in Hellas von 1939. Heftige Auseinandersetzungen über die Urheberrechte und die Beteiligung Hochhausers an den Erträgen des Buches und später auch an dem gleichnamigen Film belasteten die Freundschaft viele Jahre. Erst in den Siebzigerjahren kam es wieder zu einer Annäherung und einem versöhnlichen Briefwechsel.
Befreundet war er unter anderen auch mit dem Schriftsteller Ernst Kreuder, dem Maler Conrad Westpfahl und dem Althistoriker Peter Robert Franke. Viele Jahre arbeitete er mit dem Tauchpionier und Meeresforscher Hans Hass zusammen. In Griechenland gilt Hochhauser als Pionier eines sanften Tourismus.
Fast 30 Jahre nach seinem Tod wurde seine Person wieder Gegenstand einer literarischen Arbeit: In Griechenland erschien im Mai 2010 der Roman Ποιος θυμάται τον Αλφόνς (Wer erinnert sich an Alfons?) von Kostas Akrivos. Das Buch erschien im September 2012 auch in deutscher Sprache unter dem Titel Alfons Hochhauser – Der Barfußprophet von Pilion.
Im Roman Die Mittelmeerreise von Hanns-Josef Ortheil wird Hochhauser als außergewöhnlicher Mensch und „Abenteurer wie aus dem Bilderbuch“ kurz erwähnt.

## Filme
- In den 1950er Jahren kam es zu einem jahrelangen Streit zwischen Hochhauser und Werner Helwig, als das Buch Raubfischer in Hellas verfilmt werden sollte. Da Hochhauser seine Lebensgeschichte nicht im Film verarbeitet haben wollte, wurde das Drehbuch zu einer reinen Liebesgeschichte umgeschrieben und durfte erst dann 1959 von Horst Hächler verfilmt werden.[18]
- 1979 lief im Süddeutschen Rundfunk eine 45-minütige Fernsehdokumentation über Hochhauser mit dem Titel Ich muss ständig fühlen, dass ich lebe… Ansichten eines Einzelgängers.
- Der Stuttgarter Medienkünstler Ulrich Bernhardt drehte 1980 mit Hochhauser einen Videofilm mit dem Titel Videolog: Epitaph Xenophon (25 Minuten).
- Im Sommer 2010 wurde das Buch von Lotte Hass Ein Mädchen auf dem Meeresgrund (Wien Heidelberg 1970) verfilmt. Es handelt von der Expedition an das Rote Meer im Jahr 1950, an der auch Hochhauser teilgenommen hatte. Hochhauser wird von Harald Krassnitzer dargestellt. Der Film wurde am 8. Dezember 2011 vom ZDF und ORF ausgestrahlt.
- Der griechische Fernsehkanal ERT zeigte am 22. März 2012 ein 53-minütiges Filmporträt über Alfons Hochhauser mit dem Titel Αλφόνς: Ένας μικρός Θεός στη Μαγνησία (Alfons: Ein kleiner Gott in Magnisia). Ausführlich wird darin auf Hochhausers Zeit auf der Insel Trikeri und am Kap Koulouri bei Veneto eingegangen.
- Auf YouTube gibt es drei Videos von Dieter Harsch:
- Vollpension bei Xenophon - Alfons Hochhauser auf der Insel Trikeri
- Alfons Hochhauser in Koulouri
- Koromilia - Zum Tod von Alfons Hochhauser

(Einzelnachweise 9, 10 und 12)